# Isabel Piast de Hungría
Isabel Piast (en húngaro: Łokietek Ezsébet; en polaco: Elżbieta Łokietkówna) (1305-29 de diciembre de 1380), princesa polaca y reina consorte de Hungría, cuarta esposa de Carlos Roberto de Hungría. Madre de los reyes Luis I de Hungría y Andrés I de Nápoles. Isabel llegó a ser una figura protagónica y de gran influencia en la política húngara en el siglo XIV  gracias a su fuerte carácter, destreza política y extrema longevidad, pues murió a los 75 años de edad, lo que en su época resultaba absolutamente fuera de lo común.

## Biografía

### Isabel, reina consorte de Hungría
Isabel nació en 1305, hija del rey Vladislao I de Polonia y Eduviges de Kalisz (hija del duque polaco Boleslao el Piadoso y la Beata Yolanda de Polonia (hija del rey Béla IV de Hungría). Vladislao reunificó los territorios polacos que habían estado separados por más de siglo y medio luego de severas guerras, probando ser un monarca ejemplar en muchos aspectos. Un aliado muy valioso del rey polaco en sus batallas era el rey húngaro Carlos Roberto, a quien le dio su hija Isabel, después de que este enviudase por tercera vez. El 6 de julio de 1320 se celebró el matrimonio entre los dos, momento a partir del cual Isabel reinó prácticamente como cogobernante, ejerciendo gran influencia en su esposo e igualmente en la vida cultural, en la política interior y exterior de Hungría. Con ella se mudaron varios de sus parientes a la corte húngara, entre ellos Boleslao de Silesia, quien fue nombrado arzobispo de Esztergom. 
En 1335 tuvo lugar el encuentro de Visegrado, donde el rey Carlos Roberto convocó a los reyes Casimiro III de Polonia y Juan I de Bohemia. Los tres monarcas acordaron un pacto de no agresión y colaboración mutua para una mejor relación política y económica, negociación en la que Isabel tuvo gran protagonismo, en parte porque el rey polaco era hermano de la reina consorte.
Isabel tuvo cinco hijos, entre ellos Luis I de Hungría, nacido en 1326, Andrés I de Nápoles en 1327 y Esteban en 1332, resolviendo el problema hereditario de Carlos Roberto. Igualmente la reina consorte y sus hijos estuvieron presentes el 17 de abril de 1330 en la corte de Visegrado cuando un noble húngaro, Feliciano Zách, llevó a cabo un atentado contra Carlos Roberto. Según la Crónica Ilustrada húngara, Isabel resultó herida en medio del caos mientras intentaba proteger a sus hijos cuando Zách se abalanzó sobre la mesa real para atestar un golpe mortal al rey, causando una herida leve en la mano del monarca, pero mutilando cuatro dedos de la mano de la reina Isabel. El fallido ataque se originó porque una de las hermanas de Isabel indujo maliciosamente al príncipe Casimiro de Polonia a seducir a Clara Zách, hija de Feliciano Zách. De esta manera, el noble húngaro lleno de ira intentó vengar el honor manchado de su hija cobrando con sangre.

### Isabel, Reina Madre viuda
A la muerte de su esposo en 1342, al contrario de las costumbres de su época, no se retiró a un convento como monja, sino que permaneció en la corte húngara como consejera de su hijo Luis I de Hungría. El nuevo rey húngaro siempre hacía énfasis (inclusive en documentos reales, como, por ejemplo, la ley de 1351) en que todo debía ser decidido con la aprobación final de su madre la reina Isabel. En 1343 Luis ordenó que la ciudad de Óbuda alojase la corte de la viuda, en la cual solía permanecer mucho tiempo, aunque en realidad le gustaba estar en un convento de monjas Clarisas de Cegléd, el cual fue construido por orden de la propia reina hacia 1334.
Años más tarde, Isabel se llevó todo el oro del tesoro real húngaro en 1344 para distribuirlo y regalarlo en una peregrinación a Roma y al sur de Italia. No sentía que su hijo Andrés, quien se había casado con la reina Juana I de Nápoles en 1343, estaba seguro en Italia y deseaba llevarlo de regreso a Hungría, pero se dejó convencer de abandonar dicha empresa. Cuando se cumplieron sus terribles sospechas, la reina no logró proteger a Andrés, el cual fue asesinado el 19 de septiembre de 1345 en Aversa, sabiéndolo la reina Juana I. Esta situación provocó las siguientes campañas militares de Luis I contra Nápoles, de las cuales la segunda resultó victoriosa, pero por impráctica, el monarca húngaro no mantuvo bajo su control el Estado italiano. 
En 1370, después de la muerte de Casimiro III de Polonia, al no dejar herederos le confió a su hermana Isabel el gobierno, la cual se lo delegó a su hijo Luis I. De esta manera, Luis fue coronado rey de Polonia, lo que generó numerosas conspiraciones en su contra y el descontento de Vladislao el Blanco, un medio hermano de Isabel que se había retirado a un monasterio y solo se logró apaciguar con la Abadía de Pannonhalma. La tensión entre húngaros y polacos aumentó en 1376 cuando 160 húngaros del cortejo de Isabel fueron masacrados en Cracovia. Ante esto la reina abandonó Polonia y regresó de inmediato a Hungría, ya que los polacos no la consideraban más una de los suyos por su extrema orientación cultural hacia la cultura de su esposo, así como porque solo se rodeaba de húngaros.
Isabel murió el 29 de diciembre de 1380 y fue enterrada en el convento de las monjas Clarisas de Cegléd, en el cual le gustaba tanto estar.
| Predecesor: Beatriz de Luxemburgo | Reina consorte de Hungría 1320-1342 | Sucesor: Margarita de Luxemburgo |